# Ганс Прінцхорн
Ганс Прінцгорн (нім. Hans Prinzhorn; 6 червня 1886, Гемер — 14 червня 1933, Мюнхен) — німецький психіатр, збирач та історик мистецтва хворих з розладами психіки. Він є одним із піонерів у науковому вивченні малюнків психічно хворих людей поряд із французом Полем Меньє, а також Марселем Реєм та швейцарцем Вальтером Моргенталером. На честь Ганса Принцгорна названо клініку психіатрії та психотерапії у Гемері.

## Біографія
Ганс Прінцгорн навчався в Гімназії Ізерлона, після чого вивчав історію мистецтва та філософію в університетах Тюбінгена, Лейпцига та Мюнхена (1908). Після цього він вирушив до Англії, де хотів навчатися вокальному мистецтву і збирався стати співаком, але незабаром зайнявся вивченням медицини та психіатрії та був помічником військового лікаря-хірурга у Першій світовій війні. Після Війни Ганс вивчав медицину у Фрайбурзі та Страсбурзі, отримавши ступінь доктора медичних наук у Гайдельберзі у 1919 році.
У 1919—1921 роках Прінцгорн практикував у психіатричній клініці при Гейдельберзькому університеті, поповнюючи колекцію картин і малюнків душевнохворих, яку почав збирати Еміль Крепелін. Там він познайомився з Л.Клагесом, чиї уявлення про душевне життя та людський характер зацікавили Ганса Принцгорна.
Коли Прінцгорн залишив клініку Гейдельберзького університету у 1921 році, в його архіві було понад 5000 картин, створених понад 450 пацієнтами цієї психіатричної університетської клініки.
У 1922 році Ганс Прінцгорн опублікував свою першу книгу "Художня творчість душевнохворих". Книга була багато проілюстрована малюнками пацієнтів, які страждають на психічні захворювання. Його колеги та наукова спільнота стримано відреагували на цю роботу, яка була, навпаки, захоплено зустрінута у мистецьких колах (зокрема, вона зацікавила сюрреалістів, надихнула Жана Дюбюффе — як художника, і як колекціонера). Любителі мистецтва, мистецтвознавці та психологи були вражені документованою роботою пацієнтів і тим, наскільки глибоко автор досліджував межі художньо-індивідуальних форм виразності та особливостей дизайну психічно хворих. Це була одна з перших спроб проаналізувати твори людей із психічними відхиленнями. Незважаючи на те, що Прінцгорн утримується від естетичної оцінки робіт пацієнта та уникає терміну мистецтва (замість цього говорить про образотворче мистецтво), він з повагою ставиться до робіт, які він публікує.
Після того як Ганс Прінцгорн залишив клініку Гейдельберзького університету, його шлях продовжився в санаторіях та клініках Цюріха (в психіатричній клініці Цюріхського університету "Бургхольцлі" він був позаштатним помічником Карла Густава Юнга), Дрездена, Вісбадена.
Серед його знайомих можна відзначити таких відомих людей як Герман Гессе, Андре Жіда. У його коло знайомих також входили психолог та графолог Людвіг Клагес, філософія якого ґрунтувалася на життєвому філософському підході Мірбаха Принцгорна, а також письменники Томас Манн та Ґергарт Гауптман.
З 1925 Принцгорн організував приватну психіатричну практику у Франкфурті на Майні, де написав кілька книг, які не принесли успіху. Здобути постійну роботу в університеті йому не вдалося.
В особистому житті Принцгорна було три невдалі шлюби, після чого він переїхав до Мюнхена до тітки, де вів самотнє життя, час від часу виступаючи з лекціями та есе у пресі. Політичні погляди Принцгорна в останні роки його життя були близькими до італійського фашизму Муссоліні та націонал-соціалізму, про що свідчать написана ним та опублікована серія статей про нацизм у період з 1930 по 1932 рік.
1931 року Принцгорн працював запрошеним викладачем у Лос-Анджелесі, після повернення до Мюнхена 14 червня 1933 року він помер від черевного тифу.

## Літературний доробок Ганса Прінцгорна

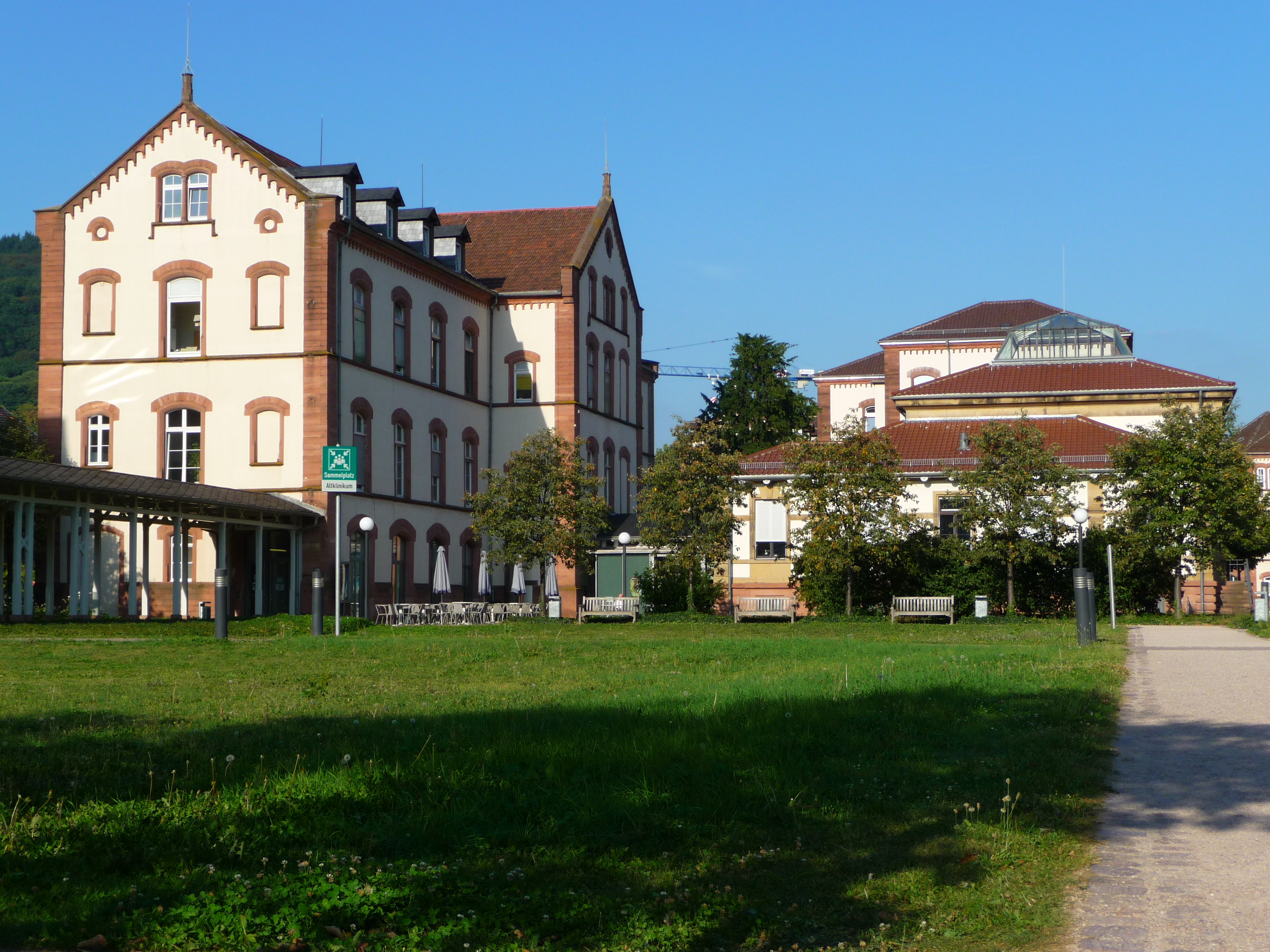
Колекція Prinzhorn. На фото вигляд із заходу, а саме головний вхід до "Колекції Прінцгорна" в районі старої лікарні Гейдельберзького університетського госпіталю в районі Бергхайм міста Гейдельберг. Колекція названа на честь історика мистецтва та лікаря Ганса Прінцгорна, який, будучи асистентом у клініці психіатричного університету Гейдельберга між 1919 і 1921 роками, звертався до психіатричних закладів у Німеччині та за кордоном про витвори мистецтва пацієнтів. Первинна колекція нараховує близько 5000 робіт.

- Колекція Prinzhorn. На фото вигляд із заходу, а саме головний вхід до "Колекції Прінцгорна" в районі старої лікарні Гейдельберзького університетського госпіталю в районі Бергхайм міста Гейдельберг. Колекція названа на честь історика мистецтва та лікаря Ганса Прінцгорна, який, будучи асистентом у клініці психіатричного університету Гейдельберга між 1919 і 1921 роками, звертався до психіатричних закладів у Німеччині та за кордоном про витвори мистецтва пацієнтів. Первинна колекція нараховує близько 5000 робіт.Gottfried Sempers aesthetische Grundanschauungen (1909)
- Bildnerei Der Geisteskranken (1922)
- Bildnerei der Gefangenen (1926)
- Nietzsche und das XX. jahrhundert (1928)
- Psychotherapy; its nature — its assumptions — its limitations: a search for essentials (1932, в співавторстві)
- Persönlichkeitspsychologie: Entwurf einer biozentrischen Wirklichkeitslehre vom Menschen (1932)
- Nachgelassene Gedichte (1934)

## Спадщина
Після смерті Прінцгорна зібрана ним художня колекція (малюнки, картини, скульптури душевнохворих пацієнтів університетської клініки Гейдельберга) була занедбана і припадала пилом на горищах Гейдельберзького університету. Деякі роботи з цієї колекції були представлені 1937 року на відомій нацистській виставці Дегенеративне мистецтво.
В 1980 відбулася перша широка виставка експонатів колекції, з 2001 вона відкрита для постійного відвідування публіки. Про неї знято документальний фільм Крістіана Беєца "Між божевіллям і мистецтвом"  (2007). У 2009 році експонати колекції Ганса Принцгорна були представлені на великій виставці в художній галереї Марбурга.
З 1965 року Німецьке товариство дослідження зв'язків між психопатологією та мистецтвом заснувало медаль Ганса Принцгорна. Її отримували австрійський художник Альфред Хрдлічка, теолог Ганс Кюнг та ін.
У Гемері ім'ям Прінцгорна названо клініку психіатрії та психотерапії.

## Галерея колекції Ганса Прінцгорна

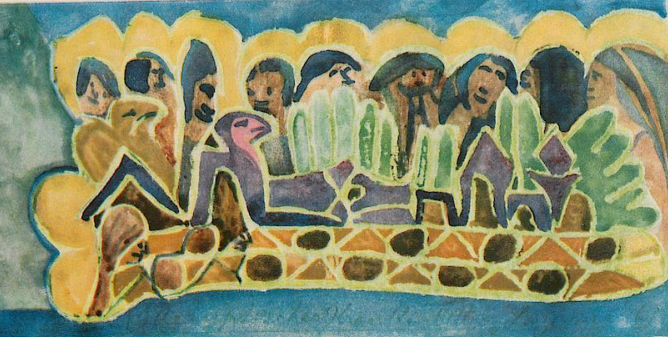
August Klett Ägyptisches Krankenbett Prinzhorn 1922